# Мурка (Польща)
Мурка (пол. Mórka, нім. Murka) — село в Польщі, у гміні Сьрем Сьремського повіту Великопольського воєводства.
Населення — 355 осіб (2011).
У 1975-1998 роках село належало до Познанського воєводства.

## Демографія
Демографічна структура станом на 31 березня 2011 року:
|          | Загалом | Допрацездатний вік | Працездатний вік | Постпрацездатний вік |
| -------- | ------- | ------------------ | ---------------- | -------------------- |
| Чоловіки | 183     | 38                 | 130              | 15                   |
| Жінки    | 172     | 35                 | 102              | 35                   |
| Разом    | 355     | 73                 | 232              | 50                   |